# レッスルマニアXL
レッスルマニアXL (WrestleMania XL) はWWEが主催するペイ・パー・ビューイベント、かつ年間最大で世界最大のプロレスイベントレッスルマニアの第40回大会。4月6・7日にペンシルベニア州フィラデルフィアのリンカーン・フィナンシャル・フィールドで開催された。5年連続2日間開催となる。またUFCとの統合により誕生したTKOグループホールディングス設立後初のレッスルマニア。

## 概要

### ロマン・レインズ vs. コーディ・ローデス
コーディ・ローデスは、ロイヤルランブル戦で勝利し王座挑戦権を得た。
ロイヤルランブル後のロウでコーディは、WWE世界ヘビー級王座であるセス・フリーキン・ロリンズとのセグメントを行い、ロリンズは「コーディがレッスルマニア40でレインズに挑戦するのはダメだ、俺と対戦しろ」と主張する。ロリンズは「去年の今頃はまだこのベルトは無かったが、俺はこのベルトの価値を高めた。だがレインズはパートタイマーになったしズルしてばっかだし今このベルトの価値はWWEユニバーサル王座と同じだ。本当に強いやつを決めるのはこのベルトだ、どうなんだコーディ！」と迫る。コーディは「ちょっと考えさせてくれ」と返答を保留する。
2月2日のスマックダウンで、WWE王座&WWEユニバーサル王座のロマン・レインズ率いる、ブラッドラインが登場。レインズは「本題に入る前に、セス･ロリンズがなんか言っていたな。確かに俺はパートタイマーでロリンズより試合数は少ない、おそらく10分の1だが収入は10倍だ、だがコーディは金は気にしないだろう、バカだからな」とコーディを挑発する。そこにコーディが現れ、レインズに「去年はお前のズルでやられた、だが俺はまだ諦めていないぞ。レインズから全てを奪い俺のストーリーを終わらせるんだ、だがそれはレッスルマニアではない。レインズがよく知るある人から相談を受けたんだ」と言い放つ。そこにザ・ロックが登場し、レインズと睨み合う。
2月8日のレッスルマニアXLキックオフイベントで、ロリンズは「コーディの返事をまだ聞いていないから聞かせて欲しい」と言うと、コーディではなくレインズが現れる。レインズは、「残念だがコーディに決定権は無い、俺は今ここでレッスルマニア40で誰と対戦するか決定する、俺が選んだのはザ･ロックだ」と言うと、ロックが現れる。
ロックは「観客にあいつは泣き虫コーディだ。レッスルマニア40でWWEユニバーサルチャンピオンとピープルズチャンピオンが対決する、プロレス史上最大のイベントになるぞ」と言い放って、レインズとロックは握手する。そこにコーディが登場し、「こんなのでたらめだ。何でレインズが対戦相手を決めるんだ？お前の権利を持っているのは俺だ。レッスルマニア40で俺はレインズに挑戦する」と主張。レインズは「お前何考えてる？ロックとの試合は決まったんだ。敗者復活戦になら参加できる。去年お前は俺に負けた、お前の物語なんて誰も気にして無いんだよ、お前は自分で恥晒ししてるの分かってるのか、親父のようだ」と言うと、コーディは「レインズの祖父達がいたら今のお前を恥と思っているだろう」と言い返す。するとトリプルHが間に入る。ロックはコーディに「レインズのファミリーの事を言っているのか？それは俺のファミリーをディスるのと同じだ」と言い、コーディの顔をビンタする。するとトリプルHやピアース&オールディスGMらが止めに入った。
この後バックステージでザ･ロックはトリプルHに、コーディの件を何とかしろと言い渡す。トリプルHはレッスルマニア40でレインズvs.コーディを行うと決定した。 2月12日のロウでコーディは「みんなの声援で勇気をもらった、だが#WeWantCodyを嫌っている人物がいる。世界で有名なあの人だよ、ザ･ロックがコーディ･クライベイビーズを広めようとしている。俺はそんなザ･ロックに叩かれた、別にファミリーを悪く言った訳ではない。叩かれたからにはやり返す」と言うと、ロリンズが現れる。
ロリンズは「レッスルマニアでコーディと対決したかったがコーディの決断を尊重する。レインズに勝たなければならない。だが相手はブラッドラインだけじゃなくザ･ロックもいる。俺はコーディがレインズから全てを奪うと言った時、俺も同じ事を思った。だがレインズがあのようになった責任は俺にもある。レインズとロックとの闘いに関してコーディのシールドに相応しいのは俺しかいない」と主張。
2月16日のスマックダウンでレインズは「コーディは全てを台無しにしやがった。今夜その問題を解決する。そして今夜は歴史的な夜だ、ロックをブラッドラインのメンバーとして初めて紹介するからな」とロックが登場する。ロックは「観客動員数で記録更新したぞ。でも今の俺は何年も見せなかった姿だ。本当は俺とレインズがレッスルマニア40のメインイベントのはずだったが台無しにされた。みんながコーディとの対決を望んだ結果だ。でもコーディは去年レインズに負けてるんだ。リマッチが奴の物語なのか？マヌケだ。49ersは負けを受け止めて成長したんだ。俺はコーディがレッスルマニアで負ける為に権力を使って何でもするぞ、お前の物語は終わり俺たちの物語が始まるんだ」とコーディに警告した。
2月19日のロウでジミーとシコアはコーディとドリュー・マッキンタイアの試合中、リングサイドに姿を現す。ソロはコーディにサモアン・スパイクをかまし、マッキンタイアを勝利に導いた。
同日、WWE・インターコンチネンタル王座のグンターとジェイ・ウーソとの試合中に謎の人物がゴングを鳴らす。正体はジミーだった。試合はジミーの介入によりグンターが王座防御に成功。試合後、ジミーはジェイを襲ってウーソズ・プラッシュをかました。2月23日のスマックダウンで、レインズはジミーに「なぜRAWに行ったんだ」と聞く。ジミーは「ヘイマンに言われたから、俺は自分の役割をこなした」と返答。レインズは「実は俺の指示だった」と明かす。そこにヘイマンが来て「グレイソン・ウォーラーがレインズに会いたがっている」と伝える。
2月24日のエリミネーション・チェンバー2024でコーディとセスはグレイソン・ウォーラー・エフェクトにゲストとして出演。ウォーラーはロリンズに「レッスルマニアで試合がしたいか」と聞く。ロリンズは「後数日で復帰許可が出る。レッスルマニアでは俺が勝つからチェンバー戦で誰が勝っても良い」と言う。ウォーラーは「コーディがレッスルマニアのレインズvs.ザ･ロックを奪った」と主張。コーディは「ピープルズチャンピオンを名乗るなら観客の前に出てこないと、レッスルマニアまで俺は暇なのでいつでもザ･ロックと1対1でやってやる」と忠告する。するとロリンズは「ブラッドラインに1人で挑もうとするのは無茶だ」と言う。するとオースティン・セオリーが侵入する。コーディがコーディカッター、ロリンズがカーブストンプを決めてセオリーを追い払う。そしてコーディとセスは握手する。
2月26日のロウのメインイベントのコーディ対グレイソン・ウォーラーの試合後、ポール･ヘイマンがガードマンを引き連れて現れる。ヘイマンはコーディに「ザ･ロックへの対戦要求を取り消せ」と要求。しかしコーディは拒否。するとガードマンがコーディに襲いかかるが返り討ちにされる。コーディは「ブラッドラインは俺を襲っているつもりだろうが、俺がブラッドラインを襲うんだ」と主張。ヘイマンは急いでレインズに電話する。3月1日のスマックダウンでレインズ率いるブラッドライン登場し、ヘイマンがロックを呼び入れる。ロックは「開催地アリゾナ州フェニックスをディスってから今日はみんな上機嫌だ、プロレスはクールだからね。でもコーディ･ローデスはクールじゃねぇ。俺がそんなコーディと対戦するか？答えはノーだ。だが俺に考えがある。コーディにはタフな友人がいる、レッスルマニア初日にザ･ロック&レインズ vs. コーディ&セス･ロリンズだ、俺たちに勝てたら2日目の王座戦でブラッドラインは介入しない。でも俺たちが勝ったらなんでもありのブラッドラインルールになる。俺を含めたブラッドラインが全力で邪魔をする。コーディとロリンズはこれを受け入れるか、次回のスマックダウンで答えを聞かしてもらおう。もし拒否するようなら取締役の俺がコーディはレインズに挑戦できなくしてやる」と言う。ロックが締めようとすると、レインズは「その前にロックに頼みがある。俺をトライバル・チーフとして認めて欲しい」と言う。ロックはレインズをトライバルチーフとして認めると言って2人は抱擁する。
3月4日のロウでコーディが登場。コーディは「俺はレッスルマニア40でロマン･レインズに挑戦するが、今はザ･ロックが話題になっている。俺はザ･ロックに1対1の対決を要求したが、彼は拒否して代わりに別な要求をしていきた。それには俺の友人も関わってくる」と言い、セスを呼び出す。コーディは「ロリンズはレッスルマニア40でマッキンタイアと対戦する事になっているから無理にとは言わない」と言うと、ロリンズは「物語を終わらせようとしているのはお前だけじゃない。俺の物語も終わらせる。ザ･ロックがブラッドラインに入ったらレインズの権力はさらに強大なものになる。これは何とかしなければならない。ザ･ロックはもうピープルズチャンピオンじゃない。俺が新しい名前をつけてやる、ダイアリア･ドウェイン。そして俺は復帰許可が降りた。俺はスマックダウンでブラッドラインに会いに行くがコーディも来てくれるか」と聞くと、コーディは「俺もスマックダウンに行くぞ。そしてレッスルマニア40で何が起こるかザ･ロックに教えてやる」と言う。
3月8日のスマックダウンではレインズ率いるブラッドラインが登場。続いてロックも登場する。そしてロックの要求に返答する為にコーディとセスが観客席から登場。リング周辺にはセキュリティが待機している。両軍睨み合い、コーディが「先週ザ･ロックがタッグマッチを要求してきた。俺たちが負けたらユニバーサル王座戦に介入するとのことだ。なぜザ･ロックが決めるんだ」と言うと、怒ったロックは「黙れ、さっさと受諾すればいいんだ。勝てば問題ない、でも負けたらブラッドラインルールでコーディの邪魔をしてやる」と言う。するとセスが「お前が黙れ。今は俺たちの時代だ。やってやるよ」と受諾する。するとレインズが笑い「ロリンズが答えたぞ。いいのか、俺に倒されたらもう次はないぞ」と言う。そしてロックは「俺は全ての権力を使ってコーディを負けさせるし、ロリンズは王座から陥落させる。俺は取締役なんだぞ。お前の兄は将来WWE殿堂入りか、なんで20歳も離れている、お前はミステイクだったからだ」と言うと、コーディはロックの顔を叩いてしまう。
同日のスマックダウンでロックは「今日はメンフィスだが、俺のキャリアはここから始まった。当時はフレックス･カバーナって名前だったな。ここはブルースとエルヴィス・プレスリーの地、今日はコンサートだ。コーディの誕生について歌ってみよう」と言って歌い始める。ロックはコーディは間違って産まれたという内容で歌う。ロリンズも巻き込む。歌い終わったロックは「今度はコーディの母と話そう、お前の息子は俺から大事なものを奪った。当然報いは受けなければならない。レッスルマニアでは俺が全力でコーディを阻止する。コーディはレインズに負けてベルトを手にする事はない、代わりに俺のベルトが待っているぞと言ってウェイトトレーニング用のベルトを取り出し、これでお前の息子を血まみれにしてやる。そして血のついたベルトをあなたにプレゼントする」と話す。
3月22日のスマックダウンで、レインズ率いるブラッドラインが登場。続いてコーディも登場。レインズは「コーディはアホだ。トップに立つ器じゃない。それにロリンズは本当に信用できるのか？あいつはシールドを裏切った男だぞ」と指摘。コーディは「レインズの言う事も分かるが、それ以上にロリンズはお前が嫌いなんだ。そんな事より自分の心配をしろ。ブラッドラインを本当に仕切っているのは誰だ？ファイナルボスだろ」と挑発。レインズは「俺はそんな手に乗らないぞ、そんなんだからお前はナンバー2なんだ、俺は永遠にナンバーワンだ」と言い返す。するとコーディは「レッスルマニアで誰がレインズからベルトを奪うのか、この点に関して俺がナンバーワンだ、レッスルマニアで健闘を祈る」と言って握手を求めるが、レインズはマイクを落としてリングから降りる。すると、ジミーとシコアが現れコーディを襲おうとするが、ロリンズとジェイ･ウーソがやって来てコーディを守る。
3月25日のロウでコーディは「今日はシカゴだけど何を話そうか。とは言ってもレッスルマニアまで2週間、やっぱりロマン･レインズか。アイツは俺の事を約束を守らない政治家だとディスってくる。俺はレインズをリスペクトしているけど、奴の根性は嫌いだ。レッスルマニアではみんな俺と一緒に闘ってくれ」と言うと、3か月ぶりにロックがロウに登場。そしてロックはリングに上がってコーディと睨み合うと、ロックはコーディに何か囁いて帰ってしまう。最終試合のバックステージでコーディとジミーが暴れていると、ロックが来てコーディを襲ってしまう。そして「俺がファイナルボスの理由を教えてやる」と言ってコーディをトラックに叩きつける。そして頭を殴るとコーディは出血。ロックは「ママローデス、見てるか」と言ってコーディの血をウェイトベルトに塗りたくる。そしてロックは「ここまでする必要はなかったが、今はこうするしかないんだ」と言う。
4月1日のロウでロックは「先週コーディ･ローデスに血まみれにするとささやいて、実際に血まみれにして血をウエストベルトに塗りつけた。残るはコーディのママの涙だけだ。クライベイビーズ達はあの映像を見て驚いたろ。人生誰でも間違う事はある。だがその代償は大きい。今日は俺1人じゃないんだ」と言うと、レインズ率いるブラッドラインが現れる。レインズは「今年のレッスルマニア40はザ･ロックのおかげで楽に勝てそうだ。やっぱりファミリーは大事だ、ザ･ロックはそれを見せてくれた。あれはファイナルボスじゃないと出来ないことだ」と言うとロリンズが観客席に現れる。ロリンズは「お前ら一線を超えやがった。もう話し合いの余地は無い。今日は戦う為にここに来た。レッスルマニア直前のRAWのメインイベントで俺と対戦するのはザ･ロックかそれともレインズか」と言うと、ロックは「俺がお前の友達に何をしたか見てたか、脳にダメージを残したぞ、今夜俺もレインズも試合をしない」と言うと、シコアがマイクを取って「今夜俺がロリンズと対戦する」と宣言。そしてロックは試合はブラッドラインルールで行うと発表する。メインイベントではセス vs. シコアの試合が行われた。ロリンズがカーブストンプを決めるがジミーが現れロリンズを襲う。するとジェイが来てジミーと殴り合うが、ロックも現れジェイを排除。ロックはリングに上がってロリンズを襲おうとすると、先週血まみれにされたコーディ･ローデスが現れロックに襲いかかる。コーディはアナウンステーブルの上でロックにクロスローズしようとするがレインズが来てロックを救出、そしてロリンズにスーパーマンパンチ、コーディにはスピアーを決めてしまう。ロックはウエイトベルトを取り出し、レインズと共にコーディとロリンズを叩いてしまう。

### イヨ・スカイ vs. ベイリー
ダメージ・コントロールを率いるベイリーはロイヤルランブル戦で勝利し、王座挑戦権を得た。
ロイヤルランブル後のロウでベイリーは「63分3秒も耐え抜いてリプリーの記録を破ってランブル戦を勝利した、レッスルマニアで・・・」と言いかけたところで、WWE女子世界王座のリア・リプリーが登場。リプリーは「私がランブル戦に出てなかったから記録を作れたんだ、私に挑戦しても勝てない」とベイリーに言い放つと、背後からナイア・ジャックスがリプリーを襲う。ナイアはベイリーに「リプリーはレッスルマニアに出場できなくなったからイヨ･スカイでも他の奴でも選ぶんだな」と言い、ベイリーは「スマックダウンで発表する」と返答した。
2月2日のスマックダウンでベイリーは、舞台裏でイヨ・スカイとアスカ、カイリ・セインが「心配ない今夜でベイリーは終わりだ」と陰口を言っていることを耳にする。そして、セグメントでイヨは「ベイリーは色々な王者になってやり遂げた。ここまできたのは仲間のおかげだ、レッスルマニアでは最高の選手に勝つつもりだ。だが違うルートもある。仲間だと思っていた奴らに裏切られたら、それは間違いだと示す必要がある」と言う。ベイリーは「イヨ達にお前ら裏で私の事を話していたのは知っているぞ。最初は良かったのにアスカとカイリが来て変わってしまった」と言い放つ。そして、ベイリーにアスカとカイリがパイプイスを持って襲いかかる。しかしベイリーもパイプイスで反撃してイヨと睨み合うと、ベイリーはイヨにレッスルマニアで会おうと挑戦表明。
2月23日のスマックダウンではバックステージでダコタが何者かに襲われる。ダコタはベイリーに「イヨ達にやられた」と伝える。ベイリーは「あいつらは許せない」と返答。3月1日のスマックダウンで、ベイリーとダコタはアスカとカイリを相手にタッグ戦で対戦。ベイリーが仲間だと思っていたダコタに裏切られてしまう。
3月8日のスマックダウンでベイリーは「イヨとダコタのために頑張ってきたが、最後に2人から裏切られた、だが奴らは私を甘く見過ぎだ。それは奴らの失敗を意味する、奴らを倒すためになんでもやってやる」と話す。
3月15日のスマックダウンで、ベイリー対ダコタの試合が行われた。試合はイヨの介入によりノーコンテストとなる。試合後、ナオミがベイリーの救出に現れるが数的不利で返り討ちにされてしまう。そしてイヨ、ダコタ、アスカ、カイリでベイリーを襲う。最後はイヨがベイリーにムーンサルトを決めてしまう。
3月22日のスマックダウンの舞台裏でベイリーがナオミに先週助けてくれたお礼を言っていると、そこにビアンカ・ベレアーが来て「ベイリーなんて信用できねぇ、こいつが仲間に裏切られたのなんか自業自得だ」と言う。この日、第3試合目ではイヨ対ナオミの試合が行われた。イヨは舞台裏でベイリーを襲い、入場。試合ではナオミがチャンスを掴むと、アスカ、カイリ、ダコタが来て邪魔をする。そして、イヨがムーンサルトを決めて王座防御に成功した。試合後ナオミは1人で奮闘するがアスカに毒霧されると、ビアンカが救出に現れる。しかし数的不利でビアンカは返り討ちにされてしまう。
3月29日のスマックダウンで、イヨはベイリーに襲われてしまう。4月1日、レッスルマニアXLナイト2でこの試合を行うことを発表した。

### リア・リプリー vs. ベッキー・リンチ
ロイヤルランブル後のロウで、ベイリーは、「63分3秒も耐え抜いてリプリーの記録を破ってランブル戦を勝利した、レッスルマニアで・・・」と言いかけたところで、WWE女子世界王座のリア・リプリーが登場。リプリーは、「私がランブル戦に出てなかったから記録を作れたんだ、私に挑戦しても勝てない」とベイリーに言い放つと、背後からナイア・ジャックスがリプリーを襲う。
2月5日のロウで、女子エリミネーション・チェンバー戦の予選でベッキー・リンチ対シェイナ・ベイズラーが行われた。ベッキー・リンチが勝利した。2月9日のスマックダウンではビアンカ・ベレアー対ミチンの試合が行われ、ビアンカ・べレアーが勝利した。2月12日のロウで女子エリミネーション・チェンバー戦の予選のリヴ・モーガン対ゾーイ・スタークが行われた。試合はモーガンが勝利し、出場権を得た。
2月16日のスマックダウンでゼリーナ・ベガ対ティファニー・ストラットンの試合が行われた。試合はストラットンが勝利。またナオミ対アルバ・ファイアの試合も行われた。試合はナオミが勝利し、女子エリミネーション・チェンバー戦の出場権を得た。
2月19日のロウでは残り一枠の出場者を決めるために敗者復活戦バトルロイヤルが行われた。試合はラクエル・ロドリゲスが勝利し出場権を得る。2月24日のエリミネーション・チェンバーでは、ベッキー・リンチが王座挑戦権を得た。その後、ベッキーはリヴ・モーガンやナイア・ジャックスと抗争する。
3月11日のロウで、ベッキーとリヴの試合後王座リプリーが現れ「お前毎週試合しているが、レッスルマニアで私に負けた時の言い訳を探しているのか」と言うが、ベッキーは「誰も私に勝てない」と言い返す。3月19日のロウで、ベッキーとナイアの試合後リプリーがあらわれ、ベッキーとリプリーは睨み合う。
3月25日のロウでリプリーはドミニク・ミステリオを引き連れて登場。リプリーは「あえてベッキーの試合に介入しないのだが、レッスルマニアも近づいたしそろそろ動いてもいいか」と言うとベッキーが現れ「レッスルマニアでは今まで経験した事ない思いをさせてやる」と言い放つ。リプリーは「ベッキーはゴキブリのようにしぶといが倒せない訳じゃない」と言い、2人は睨み合う。間に入ったドミニクはベッキーに叩かれてしまう。
4月1日、レッスルマニアXLナイト1でこの試合を行うことを発表した。同日のロウでベッキーは「レッスルマニアまで我慢できない、リプリーはここに来て私と闘え」と言うと、アダム･ピアースが来てダメだと言うが、リプリーが現れベッキーと乱闘する。

### セス・フリーキン・ロリンズ vs. ドリュー・マッキンタイア
2月9日のスマックダウンでトリプルHは「昨日のキックオフイベントは良かったがちょっと問題もあったので説明したい。自分に権利があると勘違いした奴がいたが決定権は俺にある。レッスルマニア40ではコーディ･ローデスがロマン･レインズのWWEユニバーサル王座に挑戦する。この決定を気に入らない奴もいるだろう、だがそんな事は気にしない。Road to レッスルマニアへようこそ」と話す。そしてオールディスはセス･ロリンズの世界ヘビー級王座の方も決める必要がある、挑戦者はエリミネーションチェンバー戦の勝者だ。この試合に出場する為の予選を行うと発表。続いてピアースは参加選手はランディ・オートン、ブロンソン・リード、ケビン・オーエンズ、ローガン・ポール、AJスタイルズ、ザ・ミズ、ボビー・ラシュリー、アイバー、ドリュー・マッキンタイア、サミ・ゼイン、ドミニク・ミステリオ、LAナイトだと発表した。この日予選ではマッキンタイア対AJスタイルズの試合が行われた。LAナイトの介入によりマッキンタイアが勝利。
2月12日のロウではラシュリーがリードを破り、エリミネーション・チェンバー戦出場を決めた。また、LAナイトがアイバーを破ってエリミネーション・チェンバー戦出場を決めた。
2月16日のスマックダウンでは、オーエンズがミステリオを破り出場権を獲得、またポールがミズを破り出場権を得た。2月24日のエリミネーション・チェンバー戦では、ローガン・ポールによる攻撃もありマッキンタイアが優勝。
3月11日のロウで、マッキンタイアは「セス･ロリンズはレッスルマニア40でザ･ロック&ロマン･レインズとタッグマッチで対戦するとか正気か」と言うとそのセスが現れ、「お前はずっとブラッドラインの文句を言っておきながら今ではブラッドラインのお世話になっている。だがレッスルマニア40の初日で俺とコーディがブラッドラインを倒すから、2日目の防衛戦ではマッキンタイアは1人で闘わなければならない」と言う。
3月15日のロウでマッキンタイアが現れるとロリンズも現れる。ロリンズは「俺はスポットライトを浴びたい男だ、でもマッキンタイアも同じだろ。レッスルマニア37では無観客でレスナーを倒したからな。お前はスポットライトを求めている、しかしレッズルマニア40で思ってるほど自分で思ってるより大した事ないと思い知らせてやる」と言う。
3月25日のロウでCMパンクが登場。パンクは、「俺がレッスルマニ40に登場するかどうかだが、答えはイエスだ。そこで俺は何をするか、ゲスト解説か特別レフェリーか？ そう言えばドリュー･マッキンタイアが何かグダグダ言っているようだが」と言う。するとマッキンタイアが現れ「俺はCMパンクが嫌いだったが何だかんだで俺は変わった。レッスルマニアに来るならゲスト解説でもやって俺がチャンピオンになる瞬間を見届けろ」と言うと、今度はロリンズが現れる。
ロリンズはパンクに「レッスルマニアでは邪魔をするな」と言う。パンクは「決めた、レッスルマニアではマイケル･コールの隣に座って解説をやる」と主張。

### グンター vs. サミ・ゼイン
3月4日のロウでアダム・ピアースはインターコンチネンタル王座挑戦者を決める為に、次週のRAWでIC王座挑戦者決定ガントレット戦を行うと発表、出場選手は中邑真輔、サミ･ゼイン、リコシェ、チャド･ゲイブル、ブロンソン･リード、JDマクドナー。
3月11日のガントレット戦ではサミが勝利し、レッスルマニアでの挑戦権を得た。
3月19日のロウのバックステージでゲイブルはゼインに「お前はグンターに勝てない」と言う。王座挑戦印のセグメントでゼインは「レッスルマニア40でお前を倒し保持記録を終わらせる、そして来年お前の保持記録を超えてやる」と言うが、グンターは「ゲイブルの言う通りお前は俺に勝てない」と警告される。
3月25日のロウで、ゼインはゲイブルに「グンターは俺がブロンソンに勝て無いと思っているが、勝ってグンターに見せつける」と言うが、ゲイブルは「それがグンターの手口だ、冷静になれ」と忠告。ゼインはブロンソン・リードと対戦するが、敗北。試合を観覧していたグンターは微笑んでいる。
4月1日、レッスルマニアXLナイト1でこの試合を行うことを発表した。同日のロウで、ゼインはブロンソンと対戦する予定だったが、グンターの襲撃にあってしまう。

### ジャッジメント・デイ vs. #DIY vs. ニューデイ vs. オーサム・トゥルース vs. A-タウン・ダウン・アンダー vs. ニュー・キャッチ・リパブリック
3月11日のロウで、レッスルマニアでWWEアンディスピューテッド・タッグチーム王座を賭けた6チームが試合を行うことを発表。3月15日のスマックダウンで、レガド・デル・ファンタズマ（ベルト & エンジェル） vs. ラティーノ・ワールド・オーダー（クルーズ･デル・トロ & ホアキン･ワイルドの試合が行われた。試合はレガド・デル・ファンタズマが勝利し、予選を突破。同日、ブリティッシュ・ストロング・スタイル（ピート・ダン & タイラー･ベイト） vs. プリティー・デッドリーの試合が行われた。試合はブリティッシュ・ストロング・スタイルが勝利し、予選を突破。3月18日のロウでは、オーサム・トゥルース（ザ・ミズ & R-トゥルース） vs. ヴィア & サンガの試合が行われた。試合はオーサム・トゥルースが勝利し、挑戦権を得る。同日、#DIY（ジョニー・ガルガノ & トマソ・チャンパ） vs. クリード・ブラザーズ（ブルータス・クリード & ジュリアス・クリード）の試合とニュー・デイ（コフィ・キングストン & エグゼビア・ウッズ）vs. アルファ・アカデミー（オーティス & 戸澤陽）の試合が行われた。それぞれ#DIYとニューデイが勝利し、挑戦権を獲得。3月22日のスマックダウンで、グッド・ブラザーズ（カール・アンダーソン & ルーク・ギャローズ） vs. オースティン・セオリー & グレイソン・ウォーラーとAOP vs. ストリート・プロフィッツの試合が行われた。試合はオースティン・セオリー & グレイソン・ウォーラーとストリート・プロフィッツが勝利し、予選を突破。3月29日のスマックダウンで王座挑戦権を賭けた決勝戦が行われた。オースティン・セオリー & グレイソン・ウォーラー vs. ストリート・プロフィッツの試合では、A-タウン・ダウン・アンダー（オースティン・セオリー & グレイソン・ウォーラー）が勝利。レガド・デル・ファンタズマ（ベルト & エンジェル）vs. ニュー・キャッチ・リパブリック（ピート・ダン & タイラー･ベイト）の試合では、ニュー・キャッチ・リパブリック（ピート・ダン & タイラー･ベイト）が勝利。4月1日、レッスルマニアXLナイト1でこの試合を行うことを発表した。同日のロウで、ジャッジメント・デイはニュー・デイ & #DIYと対戦し、勝利した。

### LAナイト vs. AJスタイルズ
AJは、2月9日のスマックダウンのエリミネーション・チェンバー予選で敗れたのはLAナイトのせいだという理由でエリミネーション・チェンバー戦の試合中介入し、LAを襲う。AJスタイルズは「なぜ俺がチェンバー戦でLAナイトを襲ったのか、アイツ最近調子乗っているけどそんな資格は無い。なのに俺の代わりに試合にでやがって許せない」と主張。一方LAナイトは他の場所でAJの主張を聞いて暴れている。3月15日のスマックダウンでLAは「AJスタイルズの野郎は探しても見つからない。でもアイツが現れるところなら知っている、レッスルマニア40で俺と対戦しろ」と言うと、パイプイスを持ったAJが現れ、LAを襲ってしまう。そして「お前の挑戦を受けてやる」と言って、挑戦表明。3月22日のスマックダウンで、AJはLAに襲われないよう自宅で待機していると、LAが自宅に押しかけAJに襲いかかる。警察が来てLAは取り押さえられるが、来週また現れると主張する。3月29日のスマックダウンで、AJはキーパーに変装していたLAに襲われてしまう。4月1日、レッスルマニアXLナイト2でこの試合を行うことを発表した。

### ジェイ・ウーソ vs. ジミー・ウーソ
2月19日のロウで、WWE・インターコンチネンタル王座のグンターとジェイ・ウーソとの試合中に謎の人物がゴングを鳴らす。正体はジミーでジェイの邪魔をする。試合はジミーの介入によりグンターが王座防御に成功。試合後、ジミーはジェイを襲ってウーソズ・プラッシュをかました。
3月4日のロウでドリュー・マッキンタイア対ジェイ・ウーソの試合途中ソロ･シコアが現れるが、コーディ･ローデスが現れ排除されてしまう。しかしその後ジミーが現れると、それに気を取られたジェイにマッキンタイアがクレイモアを決めてピンフォールされる。試合後、ジミーはパイプ椅子を取ってジェイを襲おうとするが、セス･ロリンズが現れ阻止する。しかしマッキンタイアがロリンズにクレイモアをかましてしまう。3月11日のロウでジェイはジミーに「兄弟対決だ、レッスルマニア40で俺と闘え、ブッ飛ばしてやるから受諾しろ」と対戦要求。3月15日のスマックダウンではジミーが「ジェイの対戦要求にやってやるよ」と言って受諾。レッスルマニアでの試合が決定した。3月19日のロウでジェイは「ここにブラッドラインが来ているのは知っている、出てこいよジミーと言うと、ジミーはソロと共に登場する。ジェイは「ジミーがいなくて寂しかった」と言うが、ジミーは「お前、コーディに誘われロウに行ってタッグ王者にもなって俺のことなんて忘れてたろ、全て俺のおかげだと言うことを忘れていないか」と言い返す。ジェイは「そんな事はない、俺のレスラー人生で最大の瞬間は今度のレッスルマニアだ、そこでお前を叩きのめしてやる」と言ってジェイはジミーに殴り掛かるが、数的不利になった。そこにコーディが助けに現れ、ジミーとソロを追い出した。3月25日のロウでジェイが中邑真輔戦の意気込みを語っているとシコア & ジミーが来てジェイを威圧する。その後ロリンズも現れ「俺とコーディがいるぞ」とジェイに伝える。ジェイ vs. 中邑の試合途中ジミー & シコアが現れると、コーディ & セスが来てジミーとシコアを追い払う。しかしマッキンタイアも来てロリンズを襲う。3月29日のスマックダウンでヘイマンは「RAWでザ･ロックがコーディを襲ったのはロマン･レインズの指示だった。そしてレインズの指示で次週ソロ･サコアがジェイ･ウーソと対戦だ」と発表。4月1日、レッスルマニアXLナイト1でこの試合を行うことを発表した。

### ローガン・ポール vs. ランディ・オートン vs. ケビン・オーエンズ
エリミネーション・チェンバーにオートン、ポール、オーエンズは出場。オーエンズはマッキンタイアにより脱落。ローガンは、所持していたメリケンサックでオートンを殴ろうとするが返り討ちにされ、RKOを決められ脱落。ローガンは脱落後、オートンをメリケンサックで殴ってしまう。3月1日のスマックダウンでローガンは「サプライズ発表がある、実は俺の会社がWWEと提携する事になった。WWEで初めてセンターリングのスポンサーになった」と言ってプライムのロゴが描かれているのが明らかにされる。そしてローガンは親友であり会社のパートナーであるKSIを呼び入れるとランディ･オートンの入場曲が流れる。そして、KSIにRKOを決めてしまう。セグメント後、オートンとオースティン・セオリーの試合が行われた。オートンが勝利するが、試合後ウォーラーがオートンを襲う。オーエンズが救出に現れ、オートンはウォーラーにRKOを決めて返り討ちにする。3月8日のスマックダウンでは、セオリーとグレイソン・ウォーラー対オートンとオーエンズの試合が行われた。試合後、ローガンがメリケンサックを装着してオートンを殴ろうとするがオートンにメリケンサックを取られてしまう。オートンはメリケンサックでローガンを殴ろうとするが、避けられオーエンズを誤爆しそうになる。3月15日のスマックダウンで、ローガン・ポールはニック・オールディスに「先週、ランディ･オートンは俺達に襲い掛かってきたんだ、罰金ものだろ」と言うがオルティスは返事せず。ローガンは「オートンが謝るべき、謝罪を要求する」と主張。同日のスマックダウンで、ウォーラー対オートンの試合が行われた。試合は、オートンがRKOを決めて勝利する。試合後セオリーがオートンに襲い掛かり、セオリーも殴ろうとするとケビン･オーエンズが救出に現れる。最後はオーエンズがセオリーにスタナーすると、跳ね上がったセオリーにオートンがRKOを決める。その後オルティスが現れ、ローガンにレッスルマニア40でオートンとオーエンズ相手に防衛戦をしてもらう、US王座トリプルスレット戦だと発表した。3月22日のスマックダウンの舞台裏でオーエンズは、プリティー・デッドリーに「来週、タッグマッチで対決だ。俺には強力なパートナーがいるんだ」と言うとオートンが現れて、挑戦を受諾。3月29日のスマックダウンで、オートン & オーエンズ vs. プリティ・デッドリーの試合が行われた。デッドリーとオートンが場外乱闘している隙にローガン･ポールが現れブラスナックルでオーエンズを叩いてしまい、デッドリーが勝利。試合後怒ったオートンとオーエンズはローガンを追いかけるがローガンは車を奪って無事に逃げてしまう。4月1日、レッスルマニアXLナイト2でこの試合を行うことを発表した。

### レイ・ミステリオ & アンド・ラテ vs. サントス・エスコバー & ドミニク・ミステリオ
サントスの裏切り後、レイは怪我で離脱。ＬＷＯは、レガード・デル・ファンタズマと抗争していた。レイは3月1日のスマックダウンで復帰。3月8日、ドラゴン・リーはエンジェルと対戦。しかし、レガード・デル・ファンタズマの介入により敗れる。リーは15日、エスコバーと対戦するも敗北。試合後、レガード・デル・ファンンタズマがリーを襲っているとカリートが救出に来るが返り討ちに、するとレイ･ミステリオが現れエスコバーを追い払う。そしてミステリオはエスコバーに「次週俺と1対1で闘え」と対戦要求。
22日のスマックダウンで、ミステリオはエスコバーと対戦した。試合中、謎のマスクをかぶった人物が現れる。正体はドミニク・ミステリオだった。ドミニクにレイが気を取られているとエスコバーがファントムドライバーを決めて勝利。29日のスマックダウンでサントス･エスコバー率いるレガード･デル･ファンタズマが登場。エスコバーは「先週ミステリオを倒してやったと言ってからドミニクを呼び入れる。そして勝てたのはドミニクのおかげだ」と言って感謝。ドミニクは「怠けもの親父の人生を全力で生き地獄にしてやるんだ」と主張。するとレイ･ミステリオ率いるLWOが現れる。ミステリオは「ドミニクとはもう終わったはずだったがエスコバーが余計な事をした。だったらレッスルマニア40で2人まとめて倒してやる、俺のパートナはーLWOの新メンバー、ドラゴン・リーだ」と言ってリーを呼び出す。そしてリーが現れると全員で乱闘になる。4月1日、レッスルマニアXLナイト1でこの試合を行うことを発表した。ところが、4月5日のスマックダウンでリーが何者から襲撃され右腕を負傷。その日の試合後ジャッジメントディ内でおざなりにされていたラテが突如造反し襲撃、ＬＷＯに加入しミステリオとタッグを結成した。

### ビアンカ・べレアー & ジェイド・カーギル & ナオミ vs. ダメージ・コントロール（アスカ & カイリ・セイン & ダコタ・カイ
3月22日のスマックダウンでベイリーがナオミに先週助けてくれたお礼を言っていると、そこにビアンカ・ベレアーが来て「ベイリーなんて信用できねぇ、こいつが仲間に裏切られたのなんか自業自得だ」と言う。
そして同日、ナオミはイヨ・スカイと対戦するが敗北。試合後、ナオミは1人で奮闘するがアスカに毒霧され、ビアンカが救出に現れる。しかし数的不利でビアンカも返り討ちにされてしまう。来週のスマックダウンでジェイド・カーギルが復帰することが発表される。
3月29日ビアンカは、ダコタ・カイと対戦し勝利。試合後、ダメージ・コントロールがビアンカを襲うが、ナオミとが救出に現れる。4月1日、レッスルマニアXLナイト1でこの試合を行うことを発表した。

### ザ・プライド（ボビー・ラシュリー & モンテス・フォード & アンジェロ・ド―キンス w/B-ファブ） vs. ザ・ファイナル・テスタメント（カリオン・クロス & アカム & レーザー w/スカーレット & ポール・エラリング）
1月5日のスマックダウン：ニューイヤーズ・レボリューションで、ファイナル・テスタメントはザ・プライドを攻撃。両グループはその後数カ月にわたって抗争を続け、3月29日のスマックダウンでは、ファイナル・テスタメントがバックステージでボビー・ラシュリーとB-ファブを襲撃する。レッスルマニアXLでのアンディスピューテッドWWEタッグチーム王座挑戦権を賭けた試合では、オーザーズ・オブ・ペインはストリート・プロフィッツに敗れ、予選を突破できなかった。プロフィッツは決勝でA-タウン・ダウン・アンダーに敗れ、挑戦権を獲得できなかった。
 4月1日、レッスルマニアXLナイト2でザ・プライド vs. ファイナル・テスタメントを行うことを発表した。

## 試合
第一夜
| No.                                        | 結果 | 試合形式 |
| ------------------------------------------ | --- | --- |
| 1                                          | ○リア・リプリー (c) vs. ベッキー・リンチ● | WWE女子世界王座戦 |
| 2                                          | ジャッジメント・デイ（フィン・ベイラー & ダミアン・プリースト） (c) vs. #DIY（ジョニー・ガルガノ & トマソ・チャンパ） vs. ニュー・デイ（コフィ・キングストン & エグゼビア・ウッズ） vs. ○ロウ王座獲得オーサム・トゥルース（ザ・ミズ & R-トゥルース） vs. ○スマックダウン王座獲得A-タウン・ダウン・アンダー（オースティン・セオリー & グレイソン・ウォーラー） vs. ニュー・キャッチ・リパブリック（ピート・ダン & タイラー･ベイト） | シックスパックラダー形式統一WWEタッグチーム王座戦 |
| 3                                          | ○レイ・ミステリオ & アンド・ラテ vs. サントス・エスコバー & ドミニク・ミステリオ● | タッグチーム戦 |
| 4                                          | ○ジェイ・ウーソ vs. ジミー・ウーソ● | シングル戦 |
| 5                                          | ○ビアンカ・ベレアー & ジェイド・カーギル & ナオミ vs. ダメージ・コントロール（アスカ & カイリ・セイン & ダコタ・カイ）● | タッグチーム戦 |
| 6                                          | ●グンター (c) vs. サミ・ゼイン○ | WWEインターコンチネンタル王座戦 |
| 7                                          | ○ブラッドライン (ロマン・レインズ & ザ・ロック) vs. コーディ・ローデス & セス・フリーキン・ロリンズ● | タッグチームマッチ コーディとセスが勝った場合、レインズ対ローデスの試合にジミー、ソロ、ロックは介入できず、レインズとロックが勝った場合は、ブラッドラインルール（何でもあり）の試合となる。 |
| - (c) – 試合開始時点でのチャンピオンを指す | | |

第二夜
| No.                                        | 結果 | 試合形式                                         |
| ------------------------------------------ | --- | ------------------------------------------------ |
| 1                                          | ●セス・フリーキン・ロリンズ (c) vs. ドリュー・マッキンタイア○↓ 直後にダミアン・プリーストがマネー・イン・ザ・バンクのキャッシュインを行使、王座獲得                                                        | WWE世界ヘビー級王座戦                            |
| 2                                          | ○ザ・プライド（ボビー・ラシュリー & モンテス・フォード & アンジェロ・ドーキンス w/B-ファブ） vs. ザ・ファイナル・テスタメント（カリオン・クロス & アカム & レーザー w/スカーレット & ポール・エラリング）● | 6-マン・フィラデルフィア・ストリート・ファイト戦 |
| 3                                          | ○LAナイト vs. AJスタイルズ● | シングル戦                                       |
| 4                                          | ○ローガン・ポール (c) vs. ランディ・オートン vs. ケビン・オーエンズ | WWE・ユナイテッドステイツ王座戦                  |
| 5                                          | ●イヨ・スカイ (c) vs. ベイリー○ | WWE女子王座戦                                    |
| 6                                          | ●ロマン・レインズ (c) vs. コーディ・ローデス○ | ブラッドライン形式統一WWEユニバーサル王座戦      |
| - (c) – 試合開始時点でのチャンピオンを指す | |                                                  |